# Sokrates
Sokrates (græsk: Σωκράτης, 469 f.Kr.–399 f.Kr.) var en græsk filosof, født i Athen. Han var blandt de første filosoffer inden for den etiske tænkningstradition. Hans indflydelse, formidlet gennem hans elev Platon, er blevet så stor, at han er en af de mest kendte og respekterede filosoffer. Betegnelsen på de tidligere filosoffer er førsokratikerne.
Modstridende beretninger om Sokrates gør en rekonstruktion af hans filosofi vanskelig. Sokrates skrev ingen tekster og er hovedsageligt kendt gennem beretninger af klassiske forfattere, især Platon, som skrev sine beretninger om Sokrates som dialoger (samtaler), hvor Sokrates og hans samtalepartnere undersøger et emne. Dialogerne gav anledning til den litterære genre den sokratiske dialog.
Sokrates var en polariserende figur i det athenske samfund. I 399 f.Kr. blev han anklaget for gudsbespottelse og for at fordærve de unge. Efter en retssag, der varede en dag, blev han dømt til døden. Han tilbragte sin sidste dag i fængsel og afslog tilbud om hjælp til at flygte.
Platons dialoger er de mest omfattende beretninger om Sokrates fra oldtiden. De demonstrerer den sokratiske tilgang til forskellige områder af filosofi, herunder erkendelsesteori og etik. Den platoniske Sokrates har givet navn til begrebet den sokratiske metode og til begrebet "sokratisk ironi". Den sokratiske spørgeteknik (elenchus) tager form af spørgsmål og svar, som det er tilfældet i de platoniske tekster, hvor Sokrates og hans samtalepartnere undersøger forskellige sider af et emne eller en abstrakt betydning, normalt relateret til en af dyderne. Samtalepartnerne finder i løbet af samtalen med Sokrates ofte sig selv i en blindgyde, ude af stand til at definere det, de troede de forstod.

## Filosofi
Sokrates var en skeptiker, men ingen kyniker. Antikkens kyniske skole var dog inspireret af Sokrates. På hans tid var de lærde ikke længere tilfredse med de svar, som de gamle myter gav på eksistentielle spørgsmål. Sofisterne åbnede skoler, hvor de underviste overklassens unge mænd i retorik og kunsten at diskutere.
Til forskel fra sofisterne stillede Sokrates sin uvidenhed til skue, og han tog sig ikke betalt for sine samtaler, men gik hellere barfodet rundt i Athens gader og torve og diskuterede med de mennesker, han mødte på sin vej. Han stillede spørgsmål som "Hvad er sandhed?" eller "Hvad er retfærdighed?" Han mente, at svarene kunne opnås gennem en fornuftig samtale. Han kom frem til, at begreber som "godhed" og "retfærdighed" eksisterer uafhængigt af tid, sted og omstændigheder, og at de kun er opnåelige for dem, der involverer sig i en fornuftig diskussion. Moral afhænger af uddannelse.
Sokrates blev beskyldt for at være sofist, men med urette. Han troede i modsætning til de relativistiske sofister på en universel sandhed og noget universelt godt og skønt, og han havde en modvilje mod ørkesløs retorik og overfladisk veltalenhed. Samtidig kritiserede han overfladisk fysisk kærlighed, eros, og forsvarede en åndelig kærlighed (se platonisk kærlighed). Den unge Alkibiades lovpriser i Symposion Sokrates: Selv om han er grim, har han en indre skønhed.
Sokrates mente også, at dyd og moral er viden. Den, der virkelig ved, hvad det gode er, vil også gøre det. Omvendt skyldes menneskets onde gerninger uvidenhed. Kender man sig selv og verden tilstrækkeligt godt, vil man handle rigtigt.
Sokrates' bidrag til den pædagogiske filosofi er "den maieutiske metode". På græsk betyder maieutikós jordemodergerning. Læreren er en slags jordemoder for forløsningen af den viden, eleven allerede har i sin sjæl.
I dialogen Menon lader Platon Sokrates vise, at selv en uvidende slave kan bringes til at indse matematiske sandheder. Men ingen kan dybest set lære andre noget. Alle har en viden i sig, og den gode lærer kan ved sin undervisning bringe denne viden frem, ligesom en jordemoder kan bringe barnet frem.

## Tanker om visdom
Sokrates talte tit om visdom (på græsk: sophia (σοφία)). Hans begreb om visdom var ret bredt. Med ”visdom” mente han både viden, dygtighed, klogskab og indsigt. En håndværker kan have en ”visdom” i sit arbejde, det vil sige dygtighed og kunnen i sit fag. ”Visdom” kan imidlertid også være filosoffernes indsigt i mere abstrakte forhold.
Ifølge Sokrates var der en af hans elever, der engang spurgte oraklet i Delfi: ”Er der nogen, der er visere end Sokrates?” Oraklet svarede, at ingen var visere. Dette svar undrede Sokrates. Han sagde: ”Det ved jeg dog, at jeg ikke i fjerneste måde er vis.”
For at modbevise oraklets ord begyndte han at lede efter nogle, der var visere end ham. Han gik først til politikerne, derefter til digterne, og til sidst til håndværkerne. Alle disse mennesker havde en stor visdom på hver deres område. Men Sokrates fandt ud af, at hvis de bevægede sig uden for deres eget område, så havde de ingen visdom. Både politikerne, digterne og håndværkerne lavede den samme fejl: De var dygtige til deres fag, og så troede de, at de var dygtige på andre områder, for eksempel filosofiske problemer.
Sokrates indså, at han frem for disse mennesker havde et bestemt forspring i visdom: Han bildte sig ikke ind, at han havde en visdom, som han ikke havde. Han konkluderede derfor, at oraklet havde ret. Han var visere end disse mennesker.
Ifølge Sokrates findes der forskellige slags visdom. Der er den lavere menneskelige visdom om praktiske forhold. Det er den visdom, som håndværkerne har. Om dem sagde Sokrates, at de på nogle områder var visere end ham.
Så er der den højere menneskelige visdom. Det er den, som filosofferne har. Det er for eksempel den visdom, som Sokrates har, når han ved hjælp af kritiske spørgsmål undersøger, om nogen ved det, som de tror de ved.
Endelig er der den guddommelige visdom. Det er den, som guden har. Det er visdom om de yderste og højeste ting. Det er den fuldkomne visdom. Det er for eksempel visdom om det gode og visdom om døden. De sande filosoffer længes efter denne visdom og stræber efter at få den. Men de når den ikke i absolut forstand. Sokrates fremhævede, at hans menneskelige visdom, ”når man holder sig strengt til sandheden, intet er værd.” 
Ifølge Sokrates er det kun guden, der har den absolutte visdom. Det er kun guden, der kender de højeste sandheder. Den opfattelse ses i hans sidste ord under rettergangen: "Men nu er det på tide at gå herfra; jeg til døden, I til livet. Hvem af os, der går til det bedste, det ved ingen uden guden." 
Det er denne guddommelige visdom, som Sokrates taler om, når han siger, at han ikke er vis, og at han ikke ved noget. På det menneskelige plan har han en del visdom, ikke mindst på det filosofiske område. Men den guddommelige visdom har han ikke. Som filosof stræber han dog efter at få den.
| Den guddommelige visdom        |
| Den højere menneskelige visdom |
| Den lavere menneskelige visdom |